# Ramal F5 del Ferrocarril Belgrano
El Ramal F5 pertenecía al Ferrocarril General Belgrano, Argentina.

## Ubicación
Se hallaba en la provincia de Santa Fe dentro del departamento San Jerónimo.

## Características
Era un ramal de la red de trocha angosta del Ferrocarril General Belgrano, cuya extensión era de 26,5 km entre Coronda y Gessler. Actualmente su trazado de vías y durmientes está desmantelado.